# Импулс (албум)
„Импулс“ е първият студиен албум на група „Импулс“, издаден на дългосвиреща плоча от „Балкантон“ под каталожен номер ВТА 11857. Записан е в студио на БНР и съдържа 10 песни в стил поп рок. За основа на албума са използвани двете песни от сингъла „ВИГ Импулс“ - „Закъсняло ехо“ и „Среднощна музика“. Втората песен е записана наново с вокал Атанас Георгиев, тъй като вокалистът Веселин Маринов губи гласа си след операция на гласовите струни. Най-големият хит от албума е „Ако ти си отидеш за миг“. Въпреки че е шеста в албума, тази песен е записана последна.

## Песни в албума
1. „Среднощна музика“
2. „Закъсняло ехо“
3. „Сън“
4. „Есенни птици“
5. „Закъснение“
6. „Ако ти си отидеш за миг“
7. „Не си отивай“
8. „Начало“
9. „Сняг“
10. „Студентска песен“